# Convolvulus fernandesii
Convolvulus fernandesii är en vindeväxtart som beskrevs av A.R. Pinto da Silva och A.N. Teles. Convolvulus fernandesii ingår i släktet vindor, och familjen vindeväxter. Inga underarter finns listade i Catalogue of Life.